# Joan Florit i Ginard
Joan Florit i Ginard, compositor i organista mallorquí, va exercir com a professor de cor i organista al Convent de Sant Francesc de Paula, de l'Orde dels Mínims. Orde de la qual va passar a formar part l'any 1757. També va fer una gran tasca per promoure el cant litúrgic a Mallorca.
Va compondre una Missa de rèquiem per a 3 veus i orquestra, l'obra més coneguda. A més, va compondre una altra missa, la Missa en sexto tono para coro, una Lamentación del Viernes Santo i un Gozos de San Benito de Palermo.